# Eudes Rigaud

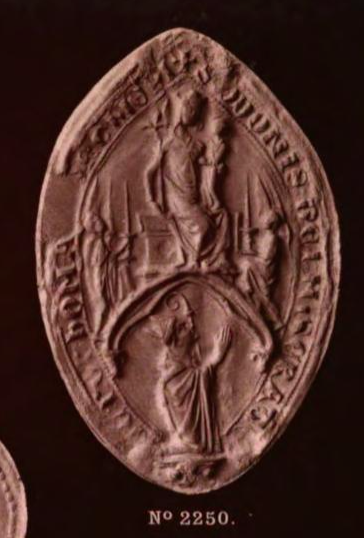

Eudes Rigaud oder Odo Rigaldus (* um 1200; † 2. Juli 1275) war ein Erzbischof von Rouen.

## Leben
Er war ein Franziskaner und wurde Schulleiter (magister regens) am Pariser Minoritenkonvent. Er war einer der „vier Magister“, die 1242 den offiziellen Kommentar zur Franziskanerregel verfasst hatten. Als Abt von Saint-Marc in Rouen und Professor der Theologie an der Universität von Paris geriet Eudes Rigaud in das personelle Umfeld König Ludwigs IX., auf dessen Betreiben er 1247 zum Erzbischof von Rouen ernannt wurde. 1248 war er am Generalkapitel der Franziskaner in Sens zugegen, an dem auch der König vor seinem Aufbruch zum sechsten Kreuzzug teilnahm.
Nach der Rückkehr des Königs avancierte Eudes Rigaud zu einem der engsten Vertrauten und Freunde des Königs. 1255 vollzog er die Trauung der Prinzessin Isabella mit König Theobald II. von Navarra und ab 1258 gehörte er regelmäßig dem königlichen Parlament an. Als Diplomat war er entscheidend an der Aushandlung des Vertrags von Paris beteiligt, den er am 4. Dezember 1259 im Garten des Palais de la Cité öffentlich verlas, um anschließend Zeuge der Huldigung (homagium) des englischen Königs Heinrich III. gegenüber Ludwig IX. zu sein. Für den König war er auch in Rom (Pilgerreise) und in Aragón tätig. Obwohl dem Kreuzzugsgedanken ablehnend gegenüberstehend, predigte er ihn dennoch 1268 in seiner Erzdiözese und nahm am siebten Kreuzzug (1270) teil, auf dem der König starb. Vom Papst wurde er daraufhin zum Mitglied der Kanonisierungskommission für Ludwig IX. bestellt. Er starb 1275 und wurde in der Kathedrale von Rouen bestattet.

## Register
Eudes Rigaud hinterließ ein zwischen 1248 und 1269 minutiös geführtes Register seiner durchgeführten Visitationen in seinem Amtsbereich (Registrum visitationum archiepiscopi rothomagensis). Es liefert einen der aussagekräftigsten Einblicke in das soziale, politische, wirtschaftliche und religiöse Leben einer französischen Diözese im 13. Jahrhundert. Es wurde herausgegeben von Théodose Bonnin 1852 und zuletzt 1964 von J. F. Sullivan (The Register of Eudes of Rouen).